# تیتسیانا لوداتو
تیتسیانا لوداتو (ایتالیایی: Tiziana Lodato؛ زادهٔ ۱۰ اکتبر ۱۹۷۶) یک هنرپیشه اهل ایتالیا است.
از فیلم‌ها یا برنامه‌های تلویزیونی که وی در آن نقش داشته‌است می‌توان به ستاره‌ساز، باریا ، دلایل قلبی و عشق گمشده اشاره کرد.